# Provincia de Avalon

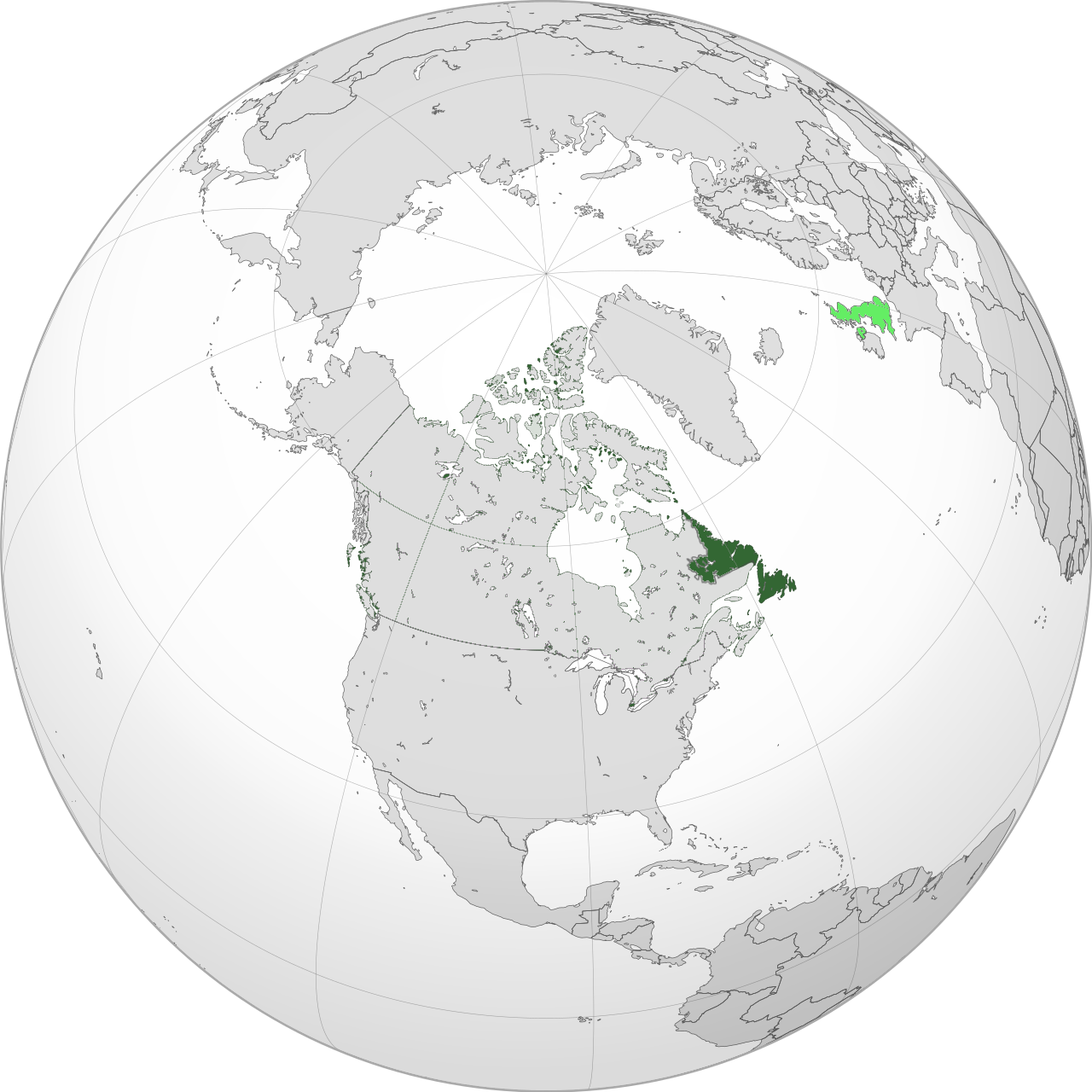
Área donde estaba el antiguo país.

La Provincia de Avalon fue la zona que rodeó el asentamiento de Ferryland, Terranova y Labrador, durante el siglo XVII, que tras el éxito creció para incluir la tierra en manos de Sir William Vaughan y toda la tierra que se extendía entre Ferryland y Petty Harbour.
Sir George Calvert había adquirido una pieza de Terranova y contrató a un agente el capitán Edward Wynne para establecer la sede en Ferryland. El área que él llamó Colonia de Avalon en honor del "viejo Avalon." En 1620 Calvert obtuvo una beca de Sir William Vaughan para toda la tierra que se extendía al norte de un punto entre Fermeuse y aguafuerte tan al norte como Caplin Bay (ahora Calvert) en la costa sur de la península de Avalon.
El sitio de la colonia fue designado Sitio Histórico Nacional de Canadá en 1953. También fue designado un Patrimonio Municipal en 1998.
- Datos: Q3408322
- Multimedia: Colony of Avalon / Q3408322